# Total War: Attila
Total War : Attila est un jeu vidéo de stratégie au tour par tour et de tactique en temps réel développé par Creative Assembly et publié par Sega le 17 février 2015. Le jeu est le neuvième opus de la série des Total War dont il transpose le système de jeu dans l’Empire romain pendant la transition de l’Antiquité tardive au Moyen Âge. Comme ses prédécesseurs, le jeu mélange des phases de stratégie au tour par tour, lors desquelles le joueur gère son empire province par province, et des phases d'affrontements tactiques se déroulant en temps réel dans un environnement en trois dimensions.

## Scénario
Le jeu se passe pendant les invasions barbares. Des DLC permettent de prendre part à l’avènement de l'Empire de Charlemagne ou à l’expédition romaine menée par Bélisaire contre le Royaume vandale de Carthage.

## Système de jeu
Sorti en février 2015, Total War: Attila est un standalone de Total War: Rome II permettant de prendre part aux invasions barbares alors que le peuple nomade des Huns, mené par Attila dévaste le monde avec raids, sacs et pillages. Dans ce jeu, il est possible d'incarner l'Empire romain d'Orient et l'Empire romain d'Occident, l'Empire sassanide, les Huns, certains Royaumes germaniques (tel les Francs) ou certains peuples en migration (tel les Vandales).
Le jeu propose plusieurs contenus téléchargeables débloquant certaines factions : le pack « Lombards » ajoutant les Lombards, les Burgondes et les Alamans ; le pack « Ancêtres Vikings », ajoutant les Jutes, les Danois et les Geats ; le pack « Celtes », ajoutant les Pictes, les Calédoniens et les Eblani ; le pack « Empires of Sand Culture Pack », ajoutant les Aksoums, les Himyar, les Tanukhides et les Lakhmides.
Le jeu ajoute également de nombreuses améliorations de gameplay par rapport à son prédécesseur Total War: Rome II, notamment le retour de l'arbre de famille, d'un arbre technologique et de compétences beaucoup plus lisible, et une interface revue. Il est désormais possible de nommer des gouverneurs à la tête de province, de dévaster une région après l'avoir capturée ou de l'abandonner pour que l’ennemi ne puisse pas profiter de ses richesses. La politique reçoit aussi de nombreuses modifications. Ainsi, le pouvoir est influencé par deux facteurs : le soutien populaire et le contrôle de la situation. Le premier est calculé par la somme de l'influence des personnages de la famille du joueur contre ceux du parti adverse. Le second dépend des actions des personnages et des divers événements plus ou moins aléatoires.
Les unités militaires possèdent des niveaux (niveau I, II et III) qui déterminent leur évolution. Par exemple, l'unité « Lanceur Hun » (niv. II) peut évoluer en « Lanceur Hun d'élite » (niv. III) une fois la technologie concernée recherchée. Les armées des peuples nomades ou en migration peuvent se déplacer en horde et avoir leurs propres bâtiments, une horde fonctionne donc presque comme une ville. Enfin les sièges ont été revus, ainsi plus un siège est long, plus la ville tombe en ruine, il est possible de démarrer un incendie avec des onagres ou avec des flèches enflammées et les tours à flèches sont devenues très puissantes.

## Factions
Factions jouables gratuitement :
| Faction                  | Chef de faction  | Religion               | Capitale         |
| ------------------------ | ---------------- | ---------------------- | ---------------- |
| Huns                     | Uldin            | Tengrisme              | Aucune (horde)   |
| Huns Blancs              | Khingila         | Tengrisme              | Aucune (horde)   |
| Empire romain d'Orient   | Flavius Arcadius | Christianisme grec     | Constantinopolis |
| Empire romain d'Occident | Flavius Honorius | Christianisme latin    | Mediolanum       |
| Empire sassanide         | Bahram           | Zoroastrisme           | Ctesiphon        |
| Suèves                   | Herméric         | Paganisme germanique   | Aucune (horde)   |
| Vandales                 | Godégisel        | Arianisme              | Aucune (horde)   |
| Alains                   | Respendial       | Arianisme              | Aucune (horde)   |
| Ostrogoths               | Vithericus       | Arianisme              | Aucune (horde)   |
| Wisigoths                | Alaric Ier       | Paganisme germanique   | Aucune (horde)   |
| Saxons                   | Gewis            | Paganisme germanique   | Tulifurdum       |
| Francs                   | Faramund         | Paganisme germanique   | Flevum           |
| Lakhmides                | al-Nu'man Ier    | Christianisme oriental | Hira             |
| Garamantes               | Akinidad         | Paganisme sémitique    | Garama           |

Factions du pack Slavic Nations Culture:
| Faction    | Chef de faction | Religion        | Capitale  |
| ---------- | --------------- | --------------- | --------- |
| Sklavinies | Vladislav       | Paganisme Slave | Kariskos  |
| Antes      | Trpimir         | Paganisme Slave | Arheimar  |
| Wendes     | Darko           | Paganisme Slave | Palteskja |

Factions du pack Empires of Sand Culture Pack: 
| Faction    | Chef de faction | Religion               | Capitale       |
| ---------- | --------------- | ---------------------- | -------------- |
| Aksoum     | Eon Bisi Anaaph | Christianisme oriental | Aksum          |
| Tanukhides | Tubba'karib     | Christianisme oriental | Aucune (horde) |
| Himyar     | Abu Kariba      | Judaïsme               | Zafar          |

Factions du pack Celts Culture Pack:
| Faction     | Chef de Faction | Religion        | Capitale |
| ----------- | --------------- | --------------- | -------- |
| Eblani      | Vosenios        | Paganisme celte | Eblana   |
| Pictes      | Andecombogios   | Paganisme celte | Tuesis   |
| Calédoniens | Divico          | Paganisme celte | Eildon   |

Factions du pack Longbeard Culture Pack: 
| Faction   | Chef de Faction | Religion             | Capitale   |
| --------- | --------------- | -------------------- | ---------- |
| Lombards  | Lethuoc         | Paganisme germanique | Areglia    |
| Burgondes | Gibica          | Paganisme germanique | Ascaucalis |
| Alamans   | Macrian         | Paganisme germanique | Uburzis    |

Factions du pack Viking Forefathers Culture Pack: 
| Faction | Chef de Faction | Religion             | Capitale    |
| ------- | --------------- | -------------------- | ----------- |
| Geats   | Dag             | Paganisme germanique | Hrfenesholt |
| Jutes   | Getwulf         | Paganisme germanique | Alabu       |
| Danois  | Danr            | Paganisme germanique | Hafn        |

## Accueil
| Total War: Attila     |      |        |
| Média                 | Nat. | Notes  |
| Eurogamer             | GB   | n/a    |
| Gamekult              | FR   | 7/10   |
| GameSpot              | US   | 70%    |
| IGN                   | US   | 81%    |
| Jeuxvideo.com         | FR   | 15/20  |
| Compilations de notes |      |        |
| Metacritic            | US   | 80 %   |
| GameRankings          | US   | 79.6 % |